# Česká akademie věd a umění
Česká akademie věd a umění (ČAVU) byla česká instituce pro podporu věd a umění existující v letech 1890–1952. Akademie sídlila v nově postavené budově Národního muzea v čele Václavského náměstí v Praze a svou činnost zahájila 18. května 1891 pod původním názvem Česká akademie císaře Františka Josefa pro vědy, slovesnost a umění.
Dělila se na čtyři třídy:
1. filosofie, společenské vědy a historické obory,
2. přírodní vědy,
3. filologické obory,
4. výtvarné umění, hudba a literatura.

Vydávala řady výročních vědeckých sborníků (Rozpravy České akademie věd a umění) i jednotlivá díla, například překlady antických autorů a díla přírodovědecká i historická. Po roce 1952 ji nahradila Československá akademie věd (ČSAV).

## Historie
Založení původní České akademie císaře Františka Josefa pro vědy, slovesnost a umění schválil 9. října 1888 zemský sněm Království českého, jeho usnesení však vstoupilo v platnost až poté, co zřízení akademie povolil a její stanovy schválil císař František Josef I., což se stalo 23. ledna 1890. Tento den je tedy třeba považovat za datum vzniku akademie (tzv. zakládací listina, podepsaná císařem 5. prosince 1892, měla již jen stvrzovací charakter).
Vlastní jednání inicioval stavitel a mecenáš Josef Hlávka, který se anonymně zavázal věnovat budoucí akademii 200 000 zlatých. Po jejím vzniku se také stal prvním prezidentem akademie (1890–1908); majetkově a zájmově ji propojil s vlastní nadací, založenou roku 1904. Po Hlávkově smrti se jako prezidenti v čele akademie vystřídali právník Antonín Randa (1908–1914) a mineralog Karel Vrba (1914–1922).
Česká akademie byla jedinou centrální vědeckou korporaci, která se také snažila o vytvoření samostatného veřejného pracoviště sociologie.
Výraznými změnami prošla akademie po vzniku Československé republiky. 10. listopadu 1918 byla přejmenována na Českou akademii věd a umění (ČAVU). V roce 1923 byla otevřena možnost řádného členství i pro ženy (jako první zvolena 1924 spisovatelka Eliška Krásnohorská). V roce 1928 se přírodovědná třída rozdělila do pěti sekcí (matematicko-fyzikální; chemicko-mineralogicko-geologická; biologická; lékařská; technická). ČAVU byla výběrovou učenou společností (rozlišovali se členové řádní, mimořádní, zahraniční a do 1923 též dopisující), jejíž role spočívala v domácí i zahraniční reprezentaci československé vědy, ve vydávání publikací a v redistribuci vědeckých stipendií a podpor jak ze státních prostředků, tak i ze soukromých nadací a fondů. Odborná práce se v ní soustředila do odborných komisí, i když se zde postupně začaly prosazovat zárodky budoucích ústavů (jako např. kolem Kanceláře Slovníku jazyka českého, založené už v roce 1911). Ve funkci prezidenta ČAVU se vystřídali filolog Josef Zubatý (1923–1931), hudební skladatel Josef Bohuslav Foerster (1931–1939) a historik Josef Šusta, který byl zvolen v období druhé republiky (16. ledna 1939) a funkci vykonával přes období protektorátu až do své sebevraždy 27. května 1945.
V roce 1945 stanul v čele ČAVU jako její poslední prezident Zdeněk Nejedlý (1945–1952) a některé její odborné útvary začaly tehdy přerůstat ve vědecké ústavy (v roce 1946 vznikl Ústav pro jazyk český, 1946–1950 Ústav pro nukleární fyziku, 1947 Badatelský ústav matematický, 1947–1948 Ústav pro českou literaturu). Dalších sedm tzv. ústředních vědeckých ústavů (biologický, chemický, fyzikální, geologický, matematický, astronomický a polarografický) bylo postupně budováno v rámci tzv. Ústředí vědeckého výzkumu, založeného v roce 1949. Obě struktury pak byly společně s výzkumným zázemím Královské české společnosti nauk, Masarykovy akademie práce, Československé národní rady badatelské převedeny v roce 1952 do nově zakládané Československé akademie věd (ČSAV), kam přešla i badatelská zařízení pracující dosud pod ministerstvem školství, věd a umění, jako byl mj. Státní ústav archeologický (založen 1919), Státní historický ústav vydavatelský (od 1921), Orientální ústav a Slovanský ústav (oba od 1922) a další. ČSAV byla založena 17. listopadu 1952 podle sovětského vzoru, jakožto vrcholná vědecká instituce spojující v sobě jak učenou společnost (řádný člen = akademik; člen korespondent ČSAV; zahraniční člen), tak i soustavu výzkumných pracovišť soustředěných v naprosté většině na území českých zemí (na Slovensku pracovaly ústavy Slovenské akademie věd, která byla autonomní součástí ČSAV).